# فريتز شولتس (مؤرخ)
فريتز شولتس (بالألمانية: Fritz Schulz)‏ (و. 1879 – 1957 م) هو مؤرخ، وأستاذ جامعي، وقانوني ألماني، كان عضوًا في أكاديمية لينسيان (منذ 1952)، توفي في أكسفورد، عن عمر يناهز 78 عاماً.